# Colom guatlla violaci
El colom guatlla violaci (Geotrygon violacea) és una espècie d'ocell de la família dels colúmbids (Columbidae) que habita la selva humida a diferents indrets de la zona neotropical, en Amèrica Central, oest i nord de Veneçuela, Surinam, est del Brasil, nord i est de Bolívia, el Paraguai i nord-est de l'Argentina.